# Richard Kruspe
Richard Zven Kruspe (narozen jako Sven Kruspe, * 24. června 1967, Wittenberge) je německý hudebník, nejznámější jako kytarista skupiny Rammstein a frontman skupiny Emigrate.

## Životopis

### Mládí
Kruspe se narodil v tehdejším Východním Německu ve městě Wittenberge. Jméno Sven si později nechal změnit na Richard Zven; věří, že takovou možnost by měl mít každý. Po rozvodu Richardových rodičů se jeho matka znovu vdala a přestěhovali se do města Schwerin. Vztah s nevlastním otcem popisuje Richard jako špatný. V mládí se mimo jiné věnoval boxu a zápasu.
V šestnácti letech Richard navštívil s přáteli Československo, kde si koupil kytaru. Původně měl v plánu ji v Německu výhodně prodat, ale nakonec se mu zalíbila a začal na ni hrát.

### Kariéra
V roce 1985 se Kruspe přestěhoval do východního Berlína, kde žil sám, takže měl čas intenzivně se věnovat hře na kytaru. V roce 1989 se v Berlíně připletl k probíhající demonstraci, byl zatčen a několik dní vězněn. Brzy poté emigroval přes Maďarsko do západního Německa. Po pádu Berlínské zdi následující rok se přestěhoval zpět.
První kapela, ve které Richard hrál, se jmenovala Das Elegante Chaos a vznikla na konci 80. let. Hrál živě s dalšími kapelami, např. First Arsch, kde se seznámil se zpěvákem Tillem Lindemannem. Kruspe chtěl být více nezávislý, proto založil kapelu Orgasm Death Gimmick, která fungovala v letech 1991–1993. Před rozpadem vydala tři demonahrávky a propagační kazetu pod vydavatelstvím Wydoks.
Nakonec Kruspe, hledající novou skupinu, založil s Christophem Schneiderem a Oliverem Riedelem skupinu Rammstein.
V roce 2005, po skončení turné spojeným s albem Rosenrot založil Richard novou industrialmetalovou kapelu Emigrate, ve které zastává pozici zpěváka, kytaristy i textaře. Styl hudby je podobný Rammstein, s větším důrazem na melodii. Všechny písně skupiny jsou, na rozdíl od Rammstein, v angličtině. V roce 2007 skupina vydala eponymní debutové album.

## Osobní život
Kruspe má dceru Khiru Lindemann, s exmanželkou zpěváka Tilla Lindemanna (s Richardem nikdy nebyli manželé, proto má dcera příjmení Lindemann). Khira Lindemann se objevila při skladbě „Tier“ na Live aus Berlin, zpívá také v písni „Spieluhr“ na desce Mutter. Roku 1999 se oženil s herečkou Caron Bernstein, se kterou se seznámil v New Yorku. Během manželství používal také jméno Bernstein. V roce 2004 se s ní rozvedl. Má také syna Merlina Bessona a dceru Maxime Bossieux.